# Playstation Move Heroes
Playstation Move Heroes (känd i Japan som Gachinko Heroes (ガチンコヒーローズ Gachinko Hīrōzu, Hardcore Heroes) är ett action-äventyr spel utvecklat av Nihilistic Software och utgavs av Sony Computer Entertainment för PlayStation 3 2011, som utnyttjar PlayStation Move. Det är en crossover av Jak och Daxter, Ratchet & Clank och Sly Cooper franchiserna. Spelet mottogs dåligt.